# Burnout 3: Takedown
Burnout 3: Takedown és el tercer videojoc de la saga de videojocs de curses a màxima velocitat, Burnout. Llançat el 7 de setembre del 2004, desenvolupat per Criterion Games i publicat per Electronic Arts (aquest títol és el primer de la saga publicat per EA Games), el videojoc va obtenir una gran crítica una bona base en fans. Es va planejar fer una versió per GameCube però va ser cancel·lat durant el desenvolupament. Aquest videojoc ha sigut continuat al Burnout Revenge.

## Pistes
| Lloc   | Nom de pista      | Equivalent al món real        |
| EUA    | Silver Lake       | Rocky Mountain Nat. Park      |
| EUA    | Downtown          | Chicago                       |
| EUA    | Waterfront        | San Diego                     |
| EUA    | Kings of the Road |                               |
| EUA    | Lakeside Getaway  | Silver Lake - Waterfront      |
| EUA    | Mountain Parkway  | Silver Lake - Downtown        |
| Europa | Alpine            | Autobahn                      |
| Europa | Vineyard          | Avignon                       |
| Europa | Winter City       | Viena                         |
| Europa | Riviera           | Mònaco                        |
| Europa | Coastal Dream     | Riviera - Vineyards           |
| Europa | Continental Run   | Vineyards - Autobahn          |
| Europa | Alpine Expressway | Winter City - Riviera         |
| Europa | Frozen Peak       | Winter City - Alpine          |
| Àsia   | Golden City       | Bangkok                       |
| Àsia   | Dockside          | Hong Kong                     |
| Àsia   | Island Paradise   | Koh Samui                     |
| Àsia   | Tropical Drive    | Island Paradise - Golden City |

## Premis
- X-Play's fourth best Xbox game ever
- BEST GAME (2005 IGDA Game Developers Choice Awards)
- DEVELOP INDUSTRY EXCELLENCE AWARD: ART AND SOUND (2005)
- TECHNOLOGY (2005 IGDA Game Developers Choice Awards)
- BEST RACING GAME 2005 (G4 Video Game TV)
- EDITOR'S CHOICE AWARD: XBOX (2005, GameSpot)
- EDITOR'S CHOICE AWARD: PS2 (2005, GameSpot)
- 10 ESSENTIAL RACERS (2005, Official Playstation Magazine)
- #2 OF TOP 40 CONSOLE GAMES (2005, Pelaaja Magazine)
- BEST RACING GAME (2004, Golden Joystick Award)
- CONSOLE RACING GAME OF THE YEAR (2005 AIAS Interactive Achievement Awards)
- #27 OF IGN Entertainment'S TOP 100 GAMES OF ALL TIME (2004/2005 IGN Entertainment)
- GAME OF THE YEAR 2004 (Feb 2005, Official Playstation Magazine)
- BEST DRIVING GAME 2004 (Feb 2005, Official Playstation Magazine)
- GAME OF THE YEAR (Dec 2004, 1UP.com)
- ACHIEVEMENT IN A RACING GAME (2004 BAFTA Video Game Awards)
- TECHNICAL DIRECTION (2004 BAFTA Video Game Awards)
- BEST RACING GAME OF E³ 2004 (E³ 2004, Game Critics Awards)
- BEST DRIVING GAME (Dec 2004, Cargo Magazine)
- GAME OF THE MONTH (Nov 2004, Boys Toys Magazine)
- MULTIPLATFORM GAME OF THE YEAR (2004, Electronic Gaming Monthly)
- EDITORS CHOICE: GOLD AWARD (2004, Electronic Gaming Monthly)
- GOLD AWARD (10/10), HOT 100 (2004, Official PS2 Magazine)
- CAN'T MISS HOLIDAY GAMES #1 (2004, GamePro)
- BEST GAME OF ITS CLASS: DRIVING (2004, GameSpot)
- READER'S CHOICE: PS2 & XBOX DRIVING
- BEST XBOX GAME (2004, GameSpot)
- RACING GAME OF THE YEAR: PS2 (2004, GameSpy)
- TOP 10 GAME OF THE YEAR (2004, GameSpy)
- GAME OF THE MONTH (Sep 2004, GameSpy)
- GAME OF THE MONTH (Sep 2004, IGN Entertainment)
- BEST RACING GAME (2004, Jive Magazine)
- BEST RACING GAME (2004, Lawrence.com)
- EDITORS CHOICE (Oct 2004, OXM)
- PS2 PLATINUM AWARD
- MUST BUY SIlVER AWARD: BUY OR DIE (Nov 2004, PSM)
- TOP 10 OF 2004 #4 (PSM)
- THE BEST GAMES OF 2004 (Dec 04, Official Playstation Magazine)
- BEST DRIVING GAME (2004, Spike TV Video Game Awards)
- MOST ADDICTIVE GAME (2004, Spike TV Video Game Awards)
- TOP 10 VIDEO GAMES OF 2004 (Time Magazine)
- GAME OF THE MONTH (Oct 2004, XBN)